# Elektrischer Reporter

Logo Elektrischer Reporter

Der Elektrische Reporter ist eine deutschsprachige Fernsehsendung, die von 2006 bis 2016 als Video-Podcast und später im Fernsehen ausgestrahlt wurde. Sie informierte über neue Medien, Netzkultur und Medienkompetenz. Anfangs brachte die Rubrik Uebermorgen.TV teils überzeichnete Prognosen über das informationstechnologisch vernetzte Zusammenleben. Produziert wurde die Sendung von der Blinkenlichten Produktionen GmbH & Co. KG.

## Geschichte
Die Sendung begann als Video-Podcast. Zwischen September 2006 und Juni 2008 produzierte der Journalist Mario Sixtus die Serie im Auftrag der Verlagsgruppe Handelsblatt. In unregelmäßig veröffentlichten Beiträgen wurde über aktuelle Aspekte der Netzkultur berichtet. Im Zentrum der Beiträge stand immer ein Experteninterview.
Zu den Gesprächspartnern des Elektrischen Reporters in dieser frühen Phase zählten u. a. Brewster Kahle (Gründer des Internet-Archivs), die Science-Fiction-Autoren Bruce Sterling und Cory Doctorow, die Bildblogger Christoph Schultheis und Stefan Niggemeier, der Philosoph und Autor David Weinberger, Wikipedia-Gründer Jimmy Wales, Creative-Commons-Initiator Lawrence Lessig, Google-Vizepräsidentin Marissa Mayer, der Schriftsteller Peter Glaser, sowie der Bundesdatenschutzbeauftragte Peter Schaar.
Die etwa zehn- bis zwanzigminütigen Episoden sind als HTML5- ersatzweise auch als Flash-Stream sowie in unterschiedlichen Dateiformaten abrufbar. Die Filme stehen unter Creative-Commons-Lizenz.
Der Elektrische Reporter ist unter anderem mit dem Grimme Online Award 2007 in der Kategorie Wissen und Bildung ausgezeichnet worden.
Ab November 2008 war die Serie auch 14-täglich auf dem ZDFinfokanal zu sehen. Das Format beschäftigt sich seitdem weiterhin mit Internet-Themen, ist allerdings wesentlich Magazin-ähnlicher geworden und besteht nicht mehr nur aus Einzelinterviews. Die Reihe ist das erste Web-Video-Format in Deutschland, das vom klassischen Fernsehen übernommen wurde.
Am 19. März 2010 erschien nach insgesamt 24 Folgen die vorerst letzte Ausgabe des Elektrischen Reporters. Nach einjähriger Pause wurde im März 2011 eine zweite Pilotfolge ausgestrahlt.
Von Mai 2011 bis zum Juli 2016 lief die Serie wöchentlich, jeweils 15 Minuten lang, auf ZDFinfo. Die Folgen liefen am Donnerstagabend und wurden mehrfach pro Woche wiederholt. In der letzten Folge wurde angekündigt, dass unter dem Namen künftig längere Reportagen veröffentlicht werden sollten.

## Pilotfolgen
Ende Juli 2010 kündigte Mario Sixtus an, in Zusammenarbeit mit dem ZDF einige Pilotfolgen zur Entwicklung eines neuen Formats anzufertigen und unter Creative-Commons-Lizenz zu veröffentlichen. Die Folgen erscheinen seit Ende September in Abständen von ein bis zwei Wochen auf der Website des Elektrischen Reporters. Als zusätzliches technisches Experiment werden alle Folgen in einem auf HTML5 basierenden Videoplayer wiedergegeben. Bislang wurden sechs Formate vorgestellt.
- Hyperland: Hyperland versteht sich als wöchentliche Zusammenfassung der Geschehnisse im Internet und soll es Nutzern dieses Mediums erleichtern, über aktuelle Entwicklungen im Bilde zu sein. Bislang gab es zwei Folgen von Hyperland.
- Glasers Blauer Planet: Glasers Blauer Planet ist eine Kolumne von Peter Glaser, die mithilfe von Kuriositäten ein Bild der Gesellschaft zeichnet. Bislang erschienen zwei Folgen von Glasers Blauer Planet. Die erste beschäftigte sich mit E-Mails und E-Mailsucht; die zweite mit Akzeptanz- und Verständnisschwierigkeiten neuer Technologien.
- Uebermorgen.TV: Uebermorgen.TV berichtet über Neuerungen und versucht mögliche Entwicklungen in der Zukunft zu illustrieren. Dies geschieht mit Texten von Mario Sixtus und Animationen von Alexander Lehmann.
- Web-Wissen kompakt: Web-Wissen kompakt stellt Technologien und Dienste vor und erklärt diese. Das Format richtet sich nach eigenen Angaben an Nutzer mit wenig aktiver Erfahrung mit Computer und Internet. Illustriert werden die Erklärungen vor allem mit Animationen und Screenshots.
- ePolitik: ePolitik präsentiert politische Entscheidungen zur Netzwelt und politische Debatten und Bewegungen aus dem Internet. Die Sendung verwendet hauptsächlich Interviews zu Veranschaulichung. Zuschauer werden außerdem dazu aufgefordert, sich an Debatten zum Thema der Sendung zu beteiligen. Die erste Folge von ePolitik befasste sich mit Open Data.
- LAWBLOG.tv: In LAWBLOG.tv verschafft Rechtsanwalt und Blogger Udo Vetter einen Überblick zu Rechtsthemen rund um Computer und Internet. Die bislang einzige veröffentlichte Folge erläutert die Rechte und Pflichten von Arbeitnehmern, die den Firmeninternetzugang privat nutzen wollen.
- DIGIsellschaft: DIGIsellschaft beschäftigt sich mit den Auswirkungen der Digitalisierung und Vernetzung des Alltags auf den Menschen bzw. die Gesellschaft.
- 140 Sekunden: 140 Sekunden zeigt in 2 Minuten und 20 Sekunden die Geschichte eines Tweets bzw. eines Microbloggers.

## Belege
1. ↑  Impressum. Archiviert vom Original am 1. August 2012; abgerufen am 18. Juni 2017.
2. ↑  unbekannt. ZDF, archiviert vom Original (nicht mehr online verfügbar) am 8. August 2010; abgerufen am 19. März 2010.
3. ↑  155: Racheporno, eine Umschulung und Computerliebe. In: Youtube. 20. Juli 2016, abgerufen am 18. Juni 2017 (Elektrischer Reporter).
4. ↑  Mario Sixtus: Labor-Wochen beim Elektrischen Reporter. Blinkenlichten Produktionen, 27. Juli 2010, archiviert vom Original am 7. Juli 2012; abgerufen am 18. Juni 2017.